# Hertha Berliner Sport-Club 1970-1971
Questa voce raccoglie le informazioni riguardanti l'Hertha Berliner Sport-Club nelle competizioni ufficiali della stagione 1970-1971.

## Stagione
Nella stagione 1970-1971 l'Hertha Berlino, allenato da Fiffi Kronsbein, concluse il campionato di Bundesliga al 3º posto. In Coppa di Germania l'Hertha Berlino fu eliminato agli ottavi di finale dal Borussia M'gladbach. In Coppa delle Fiere l'Hertha Berlino fu eliminato al secondo turno dal Spartak Trnava.

## Rosa
| N. |                     | Ruolo | Calciatore              |
| -- | ------------------- | ----- | ----------------------- |
|    | Germania (bandiera) | P     | Volkmar Groß            |
|    | Germania (bandiera) | P     | Michael Kellner         |
|    | Germania (bandiera) | P     | Thomas Zander           |
|    | Germania (bandiera) | D     | Hans Eder               |
|    | Germania (bandiera) | D     | Peter Enders            |
|    | Germania (bandiera) | D     | Karl-Heinz Ferschl      |
|    | Germania (bandiera) | D     | Reinhard Gröger         |
|    | Germania (bandiera) | D     | Horst Maaß              |
|    | Germania (bandiera) | D     | Bernd Patzke            |
|    | Germania (bandiera) | D     | Jürgen Rumor            |
|    | Germania (bandiera) | D     | Uwe Witt                |
|    | Germania (bandiera) | C     | Hans-Joachim Altendorff |

| N. |                     | Ruolo | Calciatore           |
| -- | ------------------- | ----- | -------------------- |
|    | Romania (bandiera)  | C     | Vasile Gergely       |
|    | Ungheria (bandiera) | C     | Zoltán Varga         |
|    | Germania (bandiera) | C     | Tasso Wild           |
|    | Germania (bandiera) | A     | Franz Brungs         |
|    | Germania (bandiera) | A     | Wolfgang Gayer       |
|    | Germania (bandiera) | A     | Lorenz Horr          |
|    | Germania (bandiera) | A     | Norbert Janzon       |
|    | Germania (bandiera) | A     | Peter Kriegl         |
|    | Germania (bandiera) | A     | Bernd Laube          |
|    | Germania (bandiera) | A     | Hans-Jürgen Sperlich |
|    | Germania (bandiera) | A     | Arno Steffenhagen    |
|    | Germania (bandiera) | A     | Jürgen Weber         |

## Organigramma societario
Area tecnica
- Allenatore: Fiffi Kronsbein
- Allenatore in seconda: Hans Eder
- Preparatore dei portieri:
- Preparatori atletici:

## Calciomercato

### Sessione estiva
| Acquisti | Acquisti        | Acquisti          | Acquisti |
| R.       | Nome            | da                | Modalità |
| -------- | --------------- | ----------------- | -------- |
| C        | Vasile Gergely  | Dinamo Bucarest   |          |
| D        | Reinhard Gröger | Hertha Zehlendorf |          |
| P        | Michael Kellner | Hertha Zehlendorf |          |
| D        | Jürgen Rumor    | Kaiserslautern    |          |

| Cessioni | Cessioni           | Cessioni         | Cessioni |
| R.       | Nome               | a                | Modalità |
| -------- | ------------------ | ---------------- | -------- |
| C        | Hermann Bredenfeld | Monaco 1860      |          |
| C        | Manfred Eichberg   | TeBe Berlino     |          |
| P        | Gernot Fraydl      | Monaco 1860      |          |
| D        | Lothar Groß        | Tasmania Berlino |          |
| A        | Werner Ipta        | Tasmania Berlino |          |
| A        | Karl-Heinz Leufgen | Monaco 1860      |          |

## Risultati

### Bundesliga

#### Girone di andata
| Arbitro: | Siepe |

|                                                                           |           |                                        |
| Brungs 26’ Schwager 44’ (aut.) Horr 68’ (rig.) Steffenhagen 77’ Weber 82’ | Marcatori | 5’ (rig.) Rehhagel 30’ Hošić 45’ Fuchs |

| Arbitro: | Hennig |

|                |           |  |
| Brenninger 72’ | Marcatori |  |

| Arbitro: | Frickel |

|                                      |           |              |
| Steffenhagen 48’ Horr 87’ Brungs 89’ | Marcatori | 35’ Brozulat |

| Arbitro: | Basedow |

|  |           |              |
|  | Marcatori | 88’ Sperlich |

| Arbitro: | Tschenscher |

|                                |           |                 |
| Patzke 51’ Brungs 55’ Horr 78’ | Marcatori | 48’, 73’ Parits |

| Brema 19 settembre 1970, ore 15:30 CET 6ª giornata | Werder Brema | 0 – 0 referto | Hertha Berlino | Weserstadion (22 000 spett.)\| Arbitro: \| Voß \| |
| Arbitro:                                           | Voß          |               |                |                                                   |

| Arbitro: | Hamer |

|          |           |  |
| Wild 41’ | Marcatori |  |

| Arbitro: | Aldinger |

|           |           |  |
| Budde 67’ | Marcatori |  |

| Arbitro: | Hennig |

|                   |           |  |
| Wild 57’ Horr 75’ | Marcatori |  |

| Arbitro: | Ott |

|                    |           |  |
| Kremers 84’ (rig.) | Marcatori |  |

| Arbitro: | Wengenmayer |

|                                    |           |           |
| Trimhold 7’ Weist 65’ Ritschel 75’ | Marcatori | 77’ Gayer |

| Arbitro: | Biwersi |

|                  |           |             |
| Steffenhagen 55’ | Marcatori | 35’ Lippens |

| Arbitro: | Horstmann |

|             |           |                               |
| Schämer 13’ | Marcatori | 49’ Varga 70’ Gayer 82’ Weber |

| Arbitro: | Heckeroth |

|                                                      |           |                         |
| Weber 28’ Steffenhagen 38’ Horr 47’ Varga 88’ (rig.) | Marcatori | 66’ Laumen 67’ Heynckes |

| Amburgo 14 novembre 1970, ore 15:30 CET 15ª giornata | Amburgo | 0 – 0 referto | Hertha Berlino | Volksparkstadion (33 000 spett.)\| Arbitro: \| Weyland \| |
| Arbitro:                                             | Weyland |               |                |                                                           |

| Berlino 28 novembre 1970, ore 15:30 CET 16ª giornata | Hertha Berlino | 0 – 0 referto | Hannover 96 | Stadio Olimpico (32 000 spett.)\| Arbitro: \| Hilker \| |
| Arbitro:                                             | Hilker         |               |             |                                                         |

| Arbitro: | Basedow |

|          |           |           |
| Kohl 10’ | Marcatori | 19’ Varga |

#### Girone di ritorno
| Arbitro: | Hennig |

|               |           |  |
| Vogt 73’, 90’ | Marcatori |  |

| Arbitro: | Eschweiler |

|                                |           |                                     |
| Gayer 19’, 47’ Horr 79’ (rig.) | Marcatori | 5’ Müller 24’ Brenninger 77’ Hoeneß |

| Arbitro: | Ohmsen |

|             |           |          |
| Kobluhn 89’ | Marcatori | 19’ Horr |

| Arbitro: | Schröck |

|                    |           |          |
| Horr 22’ Gayer 69’ | Marcatori | 87’ Wüst |

| Arbitro: | Schäfer |

|                                    |           |                    |
| Thielen 44’, 54’ Biskup 77’ (rig.) | Marcatori | 63’ Varga 76’ Horr |

| Arbitro: | Hillebrand |

|                             |           |           |
| Gayer 19’, 40’ Sperlich 47’ | Marcatori | 67’ Görts |

| Arbitro: | Weyland |

|                     |           |                  |
| Erler 23’ Deppe 44’ | Marcatori | 30’ Steffenhagen |

| Arbitro: | Wohlfarth |

|                                     |           |                  |
| Gayer 25’ Horr 37’ Steffenhagen 69’ | Marcatori | 44’ (rig.) Budde |

| Arbitro: | Engel |

|          |           |           |
| Weiß 58’ | Marcatori | 11’ Gayer |

| Arbitro: | Kindervater |

|                                     |           |           |
| Varga 13’ Gayer 26’ Horr 35’ (rig.) | Marcatori | 24’ Gecks |

| Arbitro: | Riegg |

|                                                             |           |                     |
| Horr 20’ (rig.), 75’ (rig.), 86’ Steffenhagen 44’ Gayer 84’ | Marcatori | 54’ Schütz 73’ Held |

| Arbitro: | Schulenburg |

|  |           |                                     |
|  | Marcatori | 13’ Horr 74’ Steffenhagen 78’ Gayer |

| Arbitro: | Lutz |

|                                                          |           |                         |
| Horr 8’, 34’, 48’, 81’ (rig.) Steffenhagen 31’ Gayer 90’ | Marcatori | 10’ Kalb 19’ Hölzenbein |

| Arbitro: | Heckeroth |

|                                       |           |  |
| Laumen 4’, 52’ Köppel 8’ Heynckes 56’ | Marcatori |  |

| Arbitro: | Hillebrand |

|                    |           |  |
| Gayer 56’ Horr 64’ | Marcatori |  |

| Arbitro: | Engel |

|          |           |          |
| Bertl 5’ | Marcatori | 86’ Wild |

| Arbitro: | Frickel |

|  |           |                |
|  | Marcatori | 70’ Roggensack |

### Coppa di Germania
| Arbitro: | Horstmann |

|           |           |               |
| Grede 16’ | Marcatori | 45’, 77’ Horr |

| Arbitro: | Schulenburg |

|           |           |                                      |
| Gayer 72’ | Marcatori | 28’ Dietrich 67’ Köppel 78’ Heynckes |

### Coppa delle Fiere
| Arbitro: | Wahlen |

|                      |           |                                            |
| Olsen 25’ Hansen 78’ | Marcatori | 19’, 28’ Brungs 68’ Gayer 70’ Steffenhagen |

| Arbitro: | Krutelev |

|                                     |           |               |
| Horr 9’ Brungs 55’, 82’ Gergely 87’ | Marcatori | 31’ Rasmussen |

| Arbitro: | Petrea |

|          |           |  |
| Horr 85’ | Marcatori |  |

| Arbitro: | Göppel |

|                                   |           |           |
| Kuna 7’ Martinkovic 36’ Bóžik 76’ | Marcatori | 71’ Gayer |

## Statistiche

### Statistiche di squadra
| Competizione      | Punti | In casa | In casa | In casa | In casa | In casa | In casa | In trasferta | In trasferta | In trasferta | In trasferta | In trasferta | In trasferta | Totale | Totale | Totale | Totale | Totale | Totale | DR  |
| Competizione      | Punti | G       | V       | N       | P       | Gf      | Gs      | G            | V            | N            | P            | Gf           | Gs           | G      | V      | N      | P      | Gf     | Gs     | DR  |
| ----------------- | ----- | ------- | ------- | ------- | ------- | ------- | ------- | ------------ | ------------ | ------------ | ------------ | ------------ | ------------ | ------ | ------ | ------ | ------ | ------ | ------ | --- |
| Bundesliga        | 41    | 17      | 13      | 3       | 1       | 46      | 21      | 17           | 3            | 6            | 8            | 15           | 22           | 34     | 16     | 9      | 9      | 61     | 43     | +18 |
| Coppa di Germania | -     | 1       | 0       | 0       | 1       | 1       | 3       | 1            | 1            | 0            | 0            | 2            | 1            | 2      | 1      | 0      | 1      | 3      | 4      | -1  |
| Coppa delle Fiere | -     | 2       | 2       | 0       | 0       | 5       | 1       | 2            | 1            | 0            | 1            | 5            | 5            | 4      | 3      | 0      | 1      | 10     | 6      | +4  |
| Totale            | 41    | 20      | 15      | 3       | 2       | 52      | 25      | 20           | 5            | 6            | 9            | 22           | 28           | 40     | 20     | 9      | 11     | 74     | 53     | +21 |

### Andamento in campionato
| Giornata  | 1 | 2 | 3 | 4 | 5 | 6 | 7 | 8 | 9 | 10 | 11 | 12 | 13 | 14 | 15 | 16 | 17 | 18 | 19 | 20 | 21 | 22 | 23 | 24 | 25 | 26 | 27 | 28 | 29 | 30 | 31 | 32 | 33 | 34 |
| --------- | - | - | - | - | - | - | - | - | - | -- | -- | -- | -- | -- | -- | -- | -- | -- | -- | -- | -- | -- | -- | -- | -- | -- | -- | -- | -- | -- | -- | -- | -- | -- |
| Luogo     | C | T | C | T | C | T | C | T | C | T  | T  | C  | T  | C  | T  | C  | T  | T  | C  | T  | C  | T  | C  | T  | C  | T  | C  | C  | T  | C  | T  | C  | T  | C  |
| Risultato | V | P | V | V | V | N | V | P | V | P  | P  | N  | V  | V  | N  | N  | N  | P  | N  | N  | V  | P  | V  | P  | V  | N  | V  | V  | V  | V  | P  | V  | N  | P  |
| Posizione | 2 | 9 | 2 | 2 | 2 | 2 | 2 | 3 | 2 | 5  | 5  | 6  | 5  | 5  | 5  | 5  | 5  | 5  | 5  | 5  | 5  | 5  | 5  | 5  | 5  | 5  | 5  | 4  | 3  | 3  | 3  | 3  | 3  | 3  |

Legenda:

Luogo: C = Casa; T = Trasferta. Risultato: V = Vittoria; N = Pareggio; P = Sconfitta.

### Statistiche dei giocatori
| Giocatore       | Bundesliga | Bundesliga | Bundesliga  | Bundesliga | Coppa di Germania | Coppa di Germania | Coppa di Germania | Coppa di Germania | Coppa delle Fiere | Coppa delle Fiere | Coppa delle Fiere | Coppa delle Fiere | Totale   | Totale | Totale      | Totale     |
| Giocatore       | Presenze   | Reti       | Ammonizioni | Espulsioni | Presenze          | Reti              | Ammonizioni       | Espulsioni        | Presenze          | Reti              | Ammonizioni       | Espulsioni        | Presenze | Reti   | Ammonizioni | Espulsioni |
| --------------- | ---------- | ---------- | ----------- | ---------- | ----------------- | ----------------- | ----------------- | ----------------- | ----------------- | ----------------- | ----------------- | ----------------- | -------- | ------ | ----------- | ---------- |
| H. Altendorff   | 1          | 0          | 0           | 0          | 0                 | 0                 | 0                 | 0                 | 2                 | 0                 | 0                 | 0                 | 3        | 0      | 0           | 0          |
| F. Brungs       | 17         | 3          | 0           | 0          | 2                 | 0                 | 0                 | 0                 | 4                 | 4                 | 0                 | 0                 | 23       | 7      | 0           | 0          |
| H. Eder         | 0          | 0          | 0           | 0          | 0                 | 0                 | 0                 | 0                 | 0                 | 0                 | 0                 | 0                 | 0        | 0      | 0           | 0          |
| P. Enders       | 15         | 0          | 0           | 0          | 1                 | 0                 | 0                 | 0                 | 1                 | 0                 | 0                 | 0                 | 17       | 0      | 0           | 0          |
| K. Ferschl      | 29         | 0          | 0           | 0          | 1                 | 0                 | 0                 | 0                 | 3                 | 0                 | 0                 | 0                 | 33       | 0      | 0           | 0          |
| W. Gayer        | 34         | 14         | 0           | 0          | 2                 | 1                 | 0                 | 0                 | 4                 | 2                 | 0                 | 0                 | 40       | 17     | 0           | 0          |
| L. Gergely      | 31         | 0          | 0           | 0          | 2                 | 0                 | 0                 | 0                 | 2                 | 1                 | 0                 | 0                 | 35       | 1      | 0           | 0          |
| V. Groß         | 34         | 0          | 0           | 0          | 2                 | 0                 | 0                 | 0                 | 3                 | 0                 | 0                 | 0                 | 39       | 0      | 0           | 0          |
| R. Gröger       | 0          | 0          | 0           | 0          | 0                 | 0                 | 0                 | 0                 | 0                 | 0                 | 0                 | 0                 | 0        | 0      | 0           | 0          |
| L. Horr         | 33         | 20         | 0           | 0          | 2                 | 2                 | 0                 | 0                 | 4                 | 2                 | 0                 | 0                 | 39       | 24     | 0           | 0          |
| N. Janzon       | 0          | 0          | 0           | 0          | 0                 | 0                 | 0                 | 0                 | 1                 | 0                 | 0                 | 0                 | 1        | 0      | 0           | 0          |
| M. Kellner      | 1          | 0          | 0           | 0          | 0                 | 0                 | 0                 | 0                 | 2                 | 0                 | 0                 | 0                 | 3        | 0      | 0           | 0          |
| P. Kriegl       | 0          | 0          | 0           | 0          | 0                 | 0                 | 0                 | 0                 | 0                 | 0                 | 0                 | 0                 | 0        | 0      | 0           | 0          |
| B. Laube        | 0          | 0          | 0           | 0          | 0                 | 0                 | 0                 | 0                 | 0                 | 0                 | 0                 | 0                 | 0        | 0      | 0           | 0          |
| H. Maaß         | 0          | 0          | 0           | 0          | 0                 | 0                 | 0                 | 0                 | 0                 | 0                 | 0                 | 0                 | 0        | 0      | 0           | 0          |
| B. Patzke       | 34         | 1          | 0           | 0          | 2                 | 0                 | 0                 | 0                 | 3                 | 0                 | 0                 | 0                 | 39       | 1      | 0           | 0          |
| J. Rumor        | 20         | 0          | 0           | 0          | 0                 | 0                 | 0                 | 0                 | 4                 | 0                 | 0                 | 0                 | 24       | 0      | 0           | 0          |
| H. Sperlich     | 29         | 2          | 0           | 0          | 2                 | 0                 | 0                 | 0                 | 3                 | 0                 | 0                 | 0                 | 34       | 2      | 0           | 0          |
| A. Steffenhagen | 32         | 9          | 0           | 0          | 2                 | 0                 | 0                 | 0                 | 4                 | 1                 | 0                 | 0                 | 38       | 10     | 0           | 0          |
| Z. Varga        | 22         | 5          | 0           | 0          | 2                 | 0                 | 0                 | 0                 | 1                 | 0                 | 0                 | 0                 | 25       | 5      | 0           | 0          |
| J. Weber        | 22         | 3          | 0           | 0          | 2                 | 0                 | 0                 | 0                 | 4                 | 0                 | 0                 | 0                 | 28       | 3      | 0           | 0          |
| T. Wild         | 32         | 3          | 0           | 0          | 2                 | 0                 | 0                 | 0                 | 2                 | 0                 | 0                 | 0                 | 36       | 3      | 0           | 0          |
| U. Witt         | 24         | 0          | 0           | 0          | 2                 | 0                 | 0                 | 0                 | 4                 | 0                 | 0                 | 0                 | 30       | 0      | 0           | 0          |
| T. Zander       | 0          | 0          | 0           | 0          | 0                 | 0                 | 0                 | 0                 | 0                 | 0                 | 0                 | 0                 | 0        | 0      | 0           | 0          |